# 東大阪市立長堂小学校
東大阪市立長堂小学校（ひがしおおさかしりつ ちょうどうしょうがっこう）は、大阪府東大阪市長堂にある公立小学校。

## 沿革
- 1929年（昭和4年）10月1日 - 大阪府中河内郡布施第二尋常小学校開校。
- 1937年（昭和12年）4月1日 - 布施市布施第二小学校と改称。
- 1941年（昭和16年）4月1日 - 布施市布施第二国民学校と改称。
- 1947年（昭和22年）4月1日 - 布施市立布施第二小学校と改称。
- 1967年（昭和42年）2月1日 - 東大阪市が誕生し、東大阪市立布施第二小学校に改称。
- 1967年（昭和42年）4月1日 - 東大阪市立長堂小学校に改称。

## 通学区域
- 足代北1丁目、足代北2丁目、足代新町、長堂1丁目、長堂2丁目、長堂3丁目[1]

## 進路状況
ほとんどの児童は東大阪市立長栄中学校へ進学するが、国私立中学校へ進学する児童もいる。